# 373
سنة 373 م (بالأرقام الرومانية: CCCLXXIII) كانت سنة بسيطة تبدأ يوم الثلاثاء (الرابط يظهر نموذج الجدول الزمني الكامل للسنة) من التقويم اليولياني. بدأت تسمية السنة ب373 منذ العصور الوسطى المبكرة، عندما أصبح تقويم أنو دوميني هو الأسلوب السائد في أوروبا لتسمية السنوات.

## مواليد
- كلاب بن مرة

## وفيات
- أثناسيوس الأول (بابا الإسكندرية) قس مصري
- أفرام السرياني راهب من رواد كتاب وشعراء المسيحية